# Сабатини (горы)
Сабати́ни (итал. Monti Sabatini) — горная гряда в Италии, в области Лацио.

## Описание
Гряда находится в средней Италии, в области Лацио, в провинциях Рим и Витербо. Горы гряды расположены к северо-западу от города Рима, вокруг озера Браччано и являются составной частью Антиапеннин. Горы образовались в результате вулканической активности, но со временем подверглись достаточно серьёзному разрушению, так что характерные вулканические формы гор наблюдаются лишь в восточной части горного массива. Высочайшая вершина — Рокка-Романа (612 м), другие вершины — Термини (590 м), Кальви (585 м), Подджо-дель-Сассетто (530 м), Баккано (433 м). Бывшие кратеры многих потухших вулканов в составе гряды заполнены водой и превратились в озера, среди которых — помимо упоминавшегося выше озера Браччано, Мартиньяно, Монтерози и Страччакаппе. Горы к северу от озера Браччано покрыты лесами, среди которых преобладают дубы, а ниже по склонам — виноградниками и оливковыми плантациями. Юго-западная часть гряды занимают пастбища — эта местность сильно изрезанна впадающими в Тибр горными реками в глубоких ущельях, поэтому достаточно мало заселена. Центральная и восточная часть горного массива покрыта плодородными почвами, поэтому активно используется для земледелия. Горы пересекаются сохранившимися с древнеримских времён Кассиевой и Фламиниевой дорогами. Часть горного массива занимает основанный в 1997 году заповедник регионального значения Вейи.